# Londoner Konferenz (1924)

Besetzte Gebiete Deutschlands 1925

Die Londoner Konferenz (1924) zu Reparationsfragen befasste sich vom 16. Juli bis zum 16. August 1924 mit den Zahlungen Deutschlands an die Siegermächte. Sie mündete in den vertraglich vereinbarten Dawes-Plan. Dieser sollte die Wirtschaft der Weimarer Republik stärken, die durch die zahlreichen Krisen an Stabilität verlor. Ebenso sollte der Beschluss das Tätigen der Reparationen sichern und einen erneuten Ausfall der Zahlungen präventieren. Auf deutscher Seite nahm unter anderem der Reichsbankpräsident Hjalmar Schacht teil. Deutschland war zum ersten Mal nach dem Ersten Weltkrieg ab dem 5. August wieder als gleichberechtigtes Mitglied einer internationalen Konferenz akzeptiert. Es reisten Reichskanzler Wilhelm Marx, Außenminister Gustav Stresemann und Finanzminister Hans Luther nach London.
Neben jährlichen Reparationsraten gewährten die ausländischen Vertragspartner einen Kredit in Höhe von 800 Millionen Goldmark zur Stabilisierung der Weimarer Republik.